# 李英信
李英信（イ・ヨンシン、이영신、り えいしん、1977年2月20日 - ）は、韓国の囲碁棋士。韓国棋院所属、五段。プロ女流国手戦優勝、宝海杯世界女子選手権戦準優勝など。2010年から囲碁グローバル化事業でハンガリーに派遣。

## 経歴
1990年初段。1994年宝海杯準優勝。1995年プロ女流国手戦準優勝。同年SBS杯連勝囲碁最強戦で本戦進出、女流棋士で初の本戦進出となり、囲碁文化賞新人賞受賞。1997年プロ女流国手戦決勝で洪彩霞を2-1で破って優勝。1998年、慶煕大学校体育学科入学。1999年二段。2000年、女流名人戦準優勝。2003年正官庄杯世界女子囲碁最強戦ベスト4。2004年四段。2010年五段、韓国囲碁世界化事業でハンガリーのブダペストに派遣。

### 主な棋歴
国際棋戦
- 宝海杯世界女子選手権戦 準優勝 2007年
- 泰利特杯中韓女流囲碁対抗戦
  - 2001年 0-2（×徐瑩、×華学明）
- 正官庄杯世界女子囲碁最強戦
  - 2003年 ベスト4
  - 2005年 0-1（×知念かおり）

国内棋戦
- プロ女流国手戦 優勝 1997年、準優勝 1995年
- 女流名人戦 準優勝 2000年